# Раздрогин, Игорь Александрович
Раздрогин Игорь Александрович (7 декабря 1923, Петроград, РСФСР — 19 июля 2018, Санкт-Петербург) — советский и российский живописец, график и педагог, кандидат искусствоведения, профессор, заслуженный деятель искусств РСФСР (1986), член Санкт-Петербургского Союза художников (до 1992 года — Ленинградская организация Союза художников РСФСР). Заслуженный художник России.

## Биография
Раздрогин Игорь Александрович родился 7 декабря 1923 года в Петрограде. В 1938 году поступил в Среднюю художественную школу при Академии художеств, которую не окончил, поскольку началась Великая Отечественная война. Добровольцем ушёл на фронт — воевал на Ленинградском фронте, сражался в частях морской бригады под Синявино, участвовал в прорыве блокады Ленинграда, в освобождении Прибалтики. Был трижды ранен, награждён Орденом Славы 3 степени, Орденом Отечественной войны 1 степени, медалями «За оборону Ленинграда», «За победу над Германией в Великой Отечественной войне 1941—1945 гг.», медалью Нахимова, Медалью Ушакова.
После демобилизации в 1946 году поступил на живописный факультет Ленинградского института живописи, скульптуры и архитектуры имени И. Е. Репина, занимался у педагогов Бориса Фогеля, Семёна Абугова, Генриха Павловского, Михаила Платунова, Александра Зайцева. В 1952 году с отличием окончил институт по мастерской Бориса Иогансона с присвоением квалификации художника живописи. Дипломная работа — историко-революционная картина «Отъезд В. И. Ленина из села Шушенского». По распределению после окончания института был направлен преподавателем в Архитектурно-строительный институт, но по предложению Бориса Иогансона поступил в аспирантуру, в которой проучился три года.
Участвовал в выставках с 1952 года. Писал портреты, пейзажи, жанровые картины, этюды с натуры. В 1953 году был принят в члены Ленинградского Союза художников. Кандидат искусствоведения. Профессор института живописи, скульптуры и архитектуры имени И. Е. Репина. Заслуженный деятель искусств РСФСР. 
Автор картин «Сельская учительница» (1957), «Сплавщик» (1960), «В районном центре» (1961), «Домны Сибири», «Матросский кубрик», «Портрет агронома Е. Белоусова» (все 1964), «Книжный базар» (1975), «Эвенка с ребёнком» (1977), «Субботник. Посадка парка Победы» (1980), «Мулен-Руж» (1985), «Портрет оленевода» (2008), «Кузнец» (2009) и др.
Произведения И. А. Раздрогина хранятся в Государственном Русском музее, Государственной Третьяковской галерее, в музеях и частных собраниях России, Кореи, Финляндии, США, Китая, Великобритании, Австрии, Франции и ряде других стран.

## Выставки
- 1961 год (Ленинград): «Выставка произведений ленинградских художников».
- 1964 год (Ленинград): Ленинград. Зональная выставка.
- 1975 год (Ленинград): Наш современник. Зональная выставка произведений ленинградских художников.
- 1976 год (Москва): Изобразительное искусство Ленинграда.
- 1984 год (Ленинград): Подвигу Ленинграда посвящается. Выставка произведений ленинградских художников, посвящённая 40-летию полного освобождения Ленинграда от вражеской блокады.
- 1985 год (Ленинград): 40 лет Великой победы. Выставка произведений художников - ветеранов Великой Отечественной войны.
- 2000 год (Сеул): Персональная выставка.
- 2013 год (Санкт-Петербург): Выставка к юбилею И. А. Раздрогина в Институте имени И. Е. Репина.